# Liste des albums musicaux numéro un au Billboard 200 en 1992
Cette page liste les albums musicaux numéro 1 au Billboard 200 au cours de l'année 1992 aux États-Unis.

## Historique
| Date         | Artiste(s)                      | Titre                                      | Référence |
| ------------ | ------------------------------- | ------------------------------------------ | --------- |
| 4 janvier    | Michael Jackson                 | Dangerous                                  |           |
| 11 janvier   | Nirvana                         | Nevermind                                  |           |
| 18 janvier   | Garth Brooks                    | Ropin' the Wind                            |           |
| 25 janvier   | Garth Brooks                    | Ropin' the Wind                            |           |
| 1er février  | Nirvana                         | Nevermind                                  |           |
| 8 février    | Garth Brooks                    | Ropin' the Wind                            |           |
| 15 février   | Garth Brooks                    | Ropin' the Wind                            |           |
| 22 février   | Garth Brooks                    | Ropin' the Wind                            |           |
| 29 février   | Garth Brooks                    | Ropin' the Wind                            |           |
| 7 mars       | Garth Brooks                    | Ropin' the Wind                            |           |
| 14 mars      | Garth Brooks                    | Ropin' the Wind                            |           |
| 21 mars      | Garth Brooks                    | Ropin' the Wind                            |           |
| 28 mars      | Garth Brooks                    | Ropin' the Wind                            |           |
| 4 avril      | Artistes variés                 | Wayne's World                              |           |
| 11 avril     | Artistes variés                 | Wayne's World                              |           |
| 18 avril     | Def Leppard                     | Adrenalize                                 |           |
| 25 avril     | Def Leppard                     | Adrenalize                                 |           |
| 2 mai        | Def Leppard                     | Adrenalize                                 |           |
| 9 mai        | Def Leppard                     | Adrenalize                                 |           |
| 16 mai       | Def Leppard                     | Adrenalize                                 |           |
| 23 mai       | Kris Kross                      | Totally Krossed Out                        |           |
| 30 mai       | The Black Crowes                | The Southern Harmony and Musical Companion |           |
| 6 juin       | Kris Kross                      | Totally Krossed Out                        |           |
| 13 juin      | Billy Ray Cyrus                 | Some Gave All                              |           |
| 20 juin      | Billy Ray Cyrus                 | Some Gave All                              |           |
| 27 juin      | Billy Ray Cyrus                 | Some Gave All                              |           |
| 4 juillet    | Billy Ray Cyrus                 | Some Gave All                              |           |
| 11 juillet   | Billy Ray Cyrus                 | Some Gave All                              |           |
| 18 juillet   | Billy Ray Cyrus                 | Some Gave All                              |           |
| 25 juillet   | Billy Ray Cyrus                 | Some Gave All                              |           |
| 1er août     | Billy Ray Cyrus                 | Some Gave All                              |           |
| 8 août       | Billy Ray Cyrus                 | Some Gave All                              |           |
| 15 août      | Billy Ray Cyrus                 | Some Gave All                              |           |
| 22 août      | Billy Ray Cyrus                 | Some Gave All                              |           |
| 29 août      | Billy Ray Cyrus                 | Some Gave All                              |           |
| 5 septembre  | Billy Ray Cyrus                 | Some Gave All                              |           |
| 12 septembre | Billy Ray Cyrus                 | Some Gave All                              |           |
| 19 septembre | Billy Ray Cyrus                 | Some Gave All                              |           |
| 26 septembre | Billy Ray Cyrus                 | Some Gave All                              |           |
| 3 octobre    | Billy Ray Cyrus                 | Some Gave All                              |           |
| 10 octobre   | Garth Brooks                    | The Chase                                  |           |
| 17 octobre   | Garth Brooks                    | The Chase                                  |           |
| 24 octobre   | Garth Brooks                    | The Chase                                  |           |
| 31 octobre   | Garth Brooks                    | The Chase                                  |           |
| 7 novembre   | Garth Brooks                    | The Chase                                  |           |
| 14 novembre  | Garth Brooks                    | The Chase                                  |           |
| 21 novembre  | Michael Bolton                  | Timeless: The Classics                     |           |
| 28 novembre  | Garth Brooks                    | The Chase                                  |           |
| 5 décembre   | Ice Cube                        | The Predator                               |           |
| 12 décembre  | Whitney Houston/Artistes variés | The Bodyguard                              |           |
| 19 décembre  | Whitney Houston/Artistes variés | The Bodyguard                              |           |
| 26 décembre  | Whitney Houston/Artistes variés | The Bodyguard                              |           |